# شهرستان شیانگتان
شهرستان شیانگتان (به لاتین: Xiangtan County) یک شهرستان‌های جمهوری خلق چین در چین است که در هونان واقع شده‌است.